# John McEwen
Ne pas confondre avec John Blackwood McEwen, compositeur écossais
John McEwen (29 mars 1900 – 20 novembre 1980) est un homme d'État australien qui est le dix-huitième Premier ministre d'Australie.

## Jeunesse
McEwen est né à Chiltern au Victoria, où son père est pharmacien. Il va à l'école jusqu'à 15 ans et est employé ensuite comme secrétaire dans la fonction publique. Il s'engage dans l'armée dès qu'il a ses 18 ans mais la Première Guerre mondiale s'achève alors qu'il faisait encore ses classes. Il commence alors à travailler dans une ferme à Stanhope, près de Shepparton.

## Carrière politique
En 1934, il est élu député de la circonscription d'Echuca, puis en 1937 de celle d'Indi et finalement de Murray en 1949. Entre 1937 et 1941, il est successivement ministre de l'Intérieur, puis des Affaires Étrangères, enfin du Commerce et de l'Agriculture. En 1940, quand Archie Cameron démissionne de la présidence du Country Party, il se présente à ce poste contre Earle Page : le partage des voix est équilibré et finalement c'est Arthur Fadden qui est choisi.
Quand les conservateurs, avec Robert Menzies reviennent au pouvoir en 1949 après huit ans d'opposition, McEwen redevient ministre du Commerce et de l'Agriculture puis ministre de l'Industrie. Il applique une politique qui est maintenant connue comme le « McEwenisme » - une politique de forts droits de douane sur les produits manufacturés importés de telle sorte que l'industrie locale n'est pas concurrencée par les importations ce qui favorise l'industrie locale mais provoque une augmentation des prix. Cette politique participe et, pour certains, permet le développement d'une industrie australienne avec des salaires élevés. En 1958, Fadden se retire et McEwen lui succède comme leader du « Country Party ».
Quand Menzies se retire en 1966, McEwen devient le membre du gouvernement ayant le plus d'ancienneté, ce qui de facto lui donne un droit de véto sur la politique du gouvernement. Quand le successeur de Menzies, Harold Holt, est officiellement déclaré mort le 19 décembre 1967, le gouverneur général, Lord Casey, le désigne comme Premier ministre le temps pour le parti libéral de se choisir un nouveau chef de parti. McEwen approche de 68 ans et il demeure le plus âgé des Premiers ministres lors de sa nomination.
Le ministre des finances, William McMahon, est le mieux placé pour succéder à Holt à la tête du parti libéral mais McEwen provoque une crise dans le parti lorsqu'il annonce que ses collègues et lui-même ne soutiendraient pas un gouvernement conduit par McMahon. 

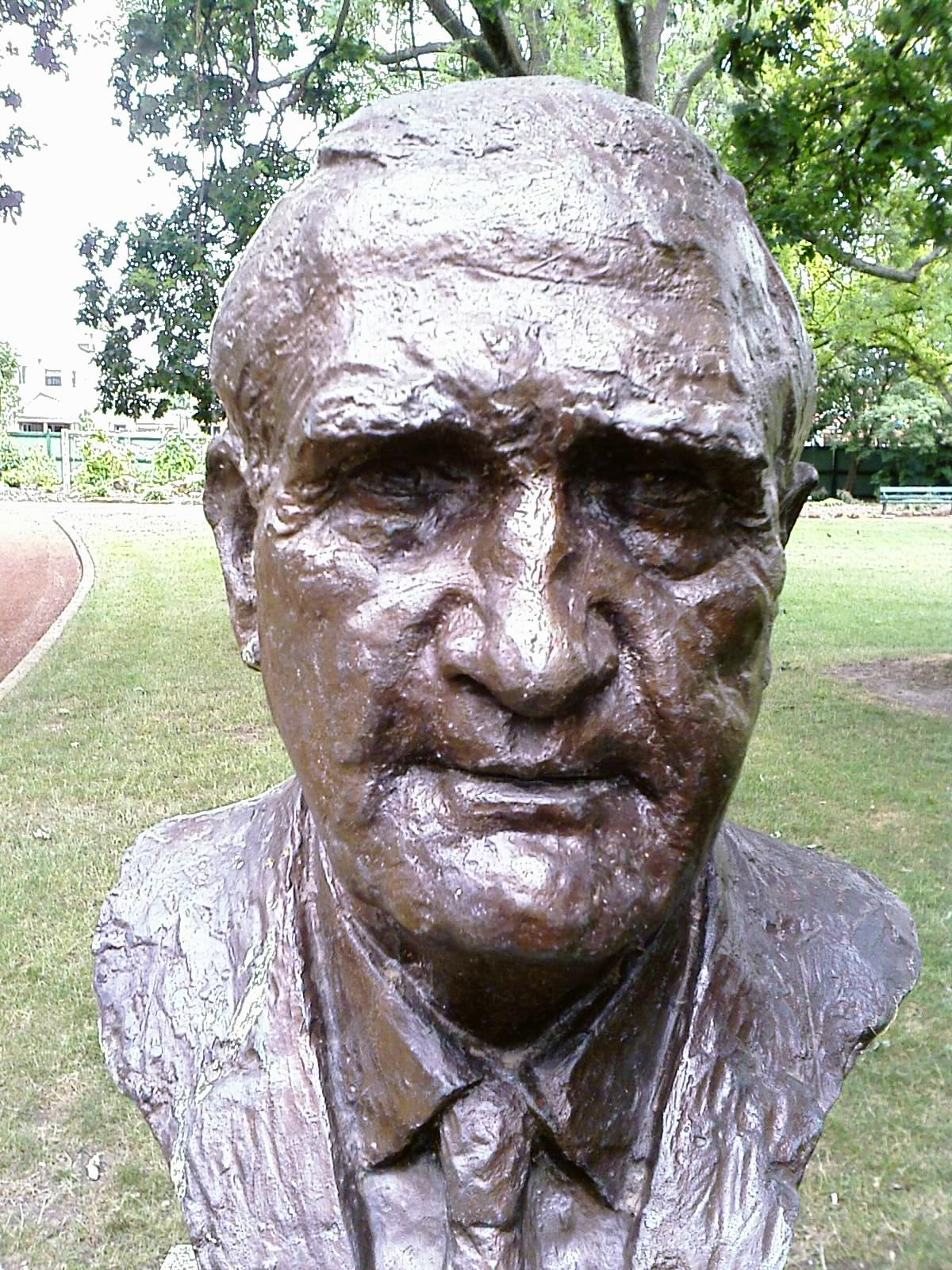
Buste de John McEwen à Ballarat.

McEwen a un certain mépris vis-à-vis de McMahon et il se peut que ce soit en raison de l'homosexualité présumée de l'homme politique, rumeur répandue dans toute l'Australie. Mais plus probablement, McEwen se heurte fortement à McMahon sur le terrain politique : McMahon est assez allié avec les partisans du libre commerce et est favorable à une mise en sommeil des droits de douane, une position à laquelle sont farouchement opposés McEwen, ses collègues du Country Party et leurs électeurs. 
Une autre explication de l'antipathie de McEwen envers McMahon est révélée après la crise par un journaliste politique australien Alan Reid. Selon Reid, McEwen a peur que McMahon qui est assez solitaire et donne facilement des informations à ses journalistes favoris et notamment à Maxwell Newton, dont on disait qu'il était soudoyé par les industriels japonais. Cette version des faits est confirmée des années plus tard par un autre journaliste Richard Farmer, en se basant sur des documents confidentiels du gouvernement de l'époque.
L'opposition implacable de McEwen oblige McMahon à retirer sa candidature et permet au ministre de l'Éducation, le sénateur John Gorton de prendre la tête du parti avec le soutien du groupe mené par le ministre de la Défense, Malcolm Fraser. Gorton remplace McEwen comme Premier ministre le 10 janvier 1968. Gorton crée alors le titre de vice-Premier ministre pour John McEwen. McEwen se retire de la politique au début de 1971, permettant aux libéraux de remplacer Gorton par McMahon. 
McEwen meurt en 1980, à Melbourne, à l'âge de 80 ans à l'époque où le gouvernement de Malcolm Fraser abandonne les pratiques politiques qu'il défend.